# Rożanpol
Rożanpol, Różanpol, Różampol (biał. Ружампаль, Rużampal; ros. Ружамполь, Rużampol) – wieś na Białorusi, w obwodzie mińskim, w rejonie dzierżyńskim, w sielsowiecie Stańków.

## Historia
W początkach XX w. folwark (majątek ziemski) położony w Rosji, w guberni mińskiej, w powiecie mińskim. Był własnością Świdów.
Po I wojnie światowej pod administracją polską, w Zarządzie Cywilnym Ziem Wschodnich, w okręgu mińskim, w powiecie mińskim.
W wyniku postanowień traktatu ryskiego znalazł się w granicach Związku Sowieckiego. W latach 1932–1937 w Polskim Rejonie Narodowym im. Feliksa Dzierżyńskiego. Od 1991 w niepodległej Białorusi.

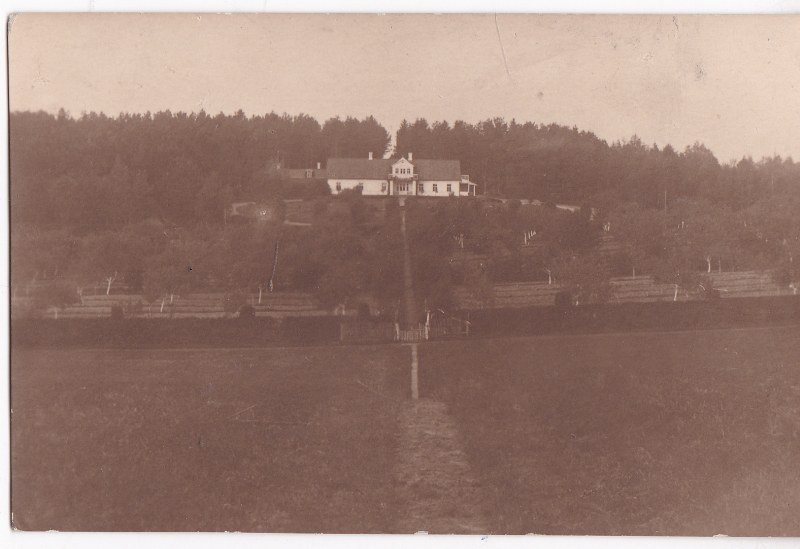
majątek na pocz. XX w.
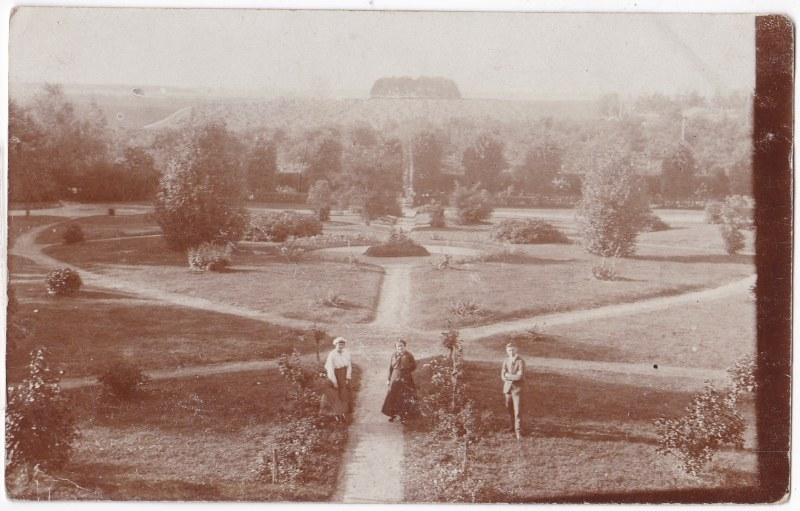
majątek na pocz. XX w.
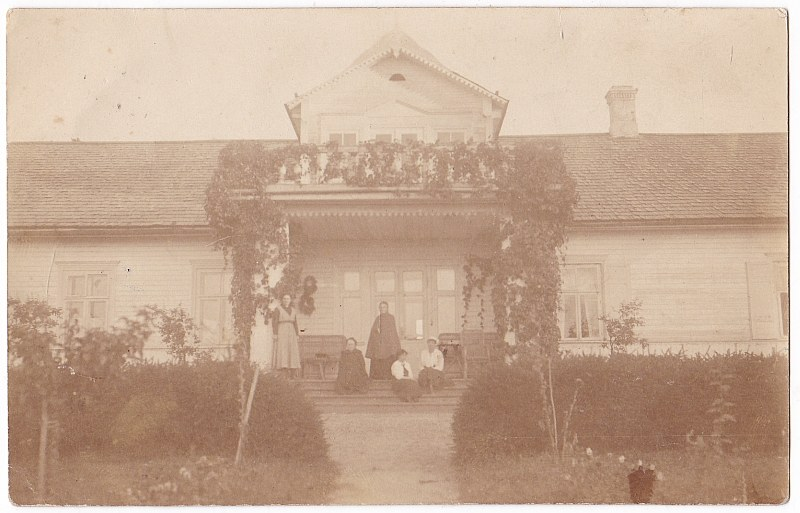
majątek na pocz. XX w.
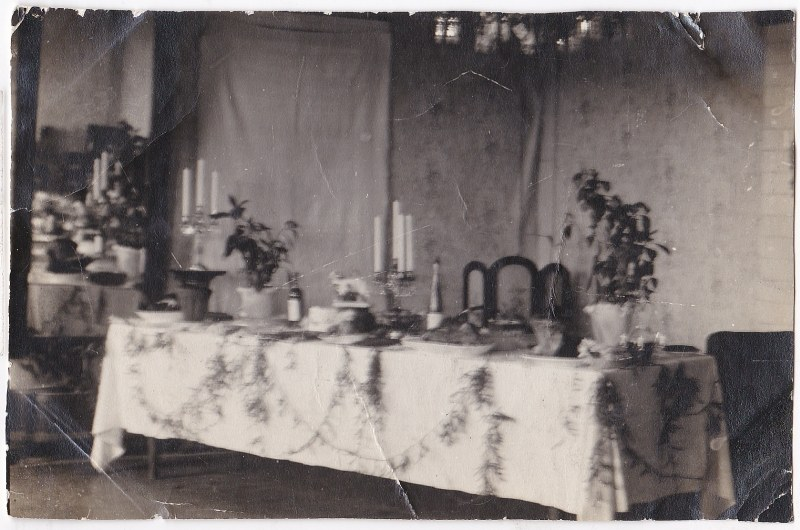
majątek na pocz. XX w.
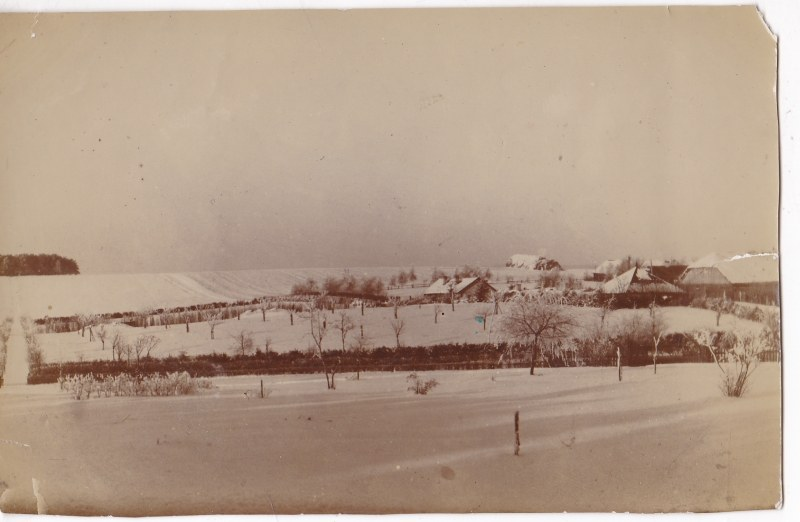
folwark na pocz. XX w.
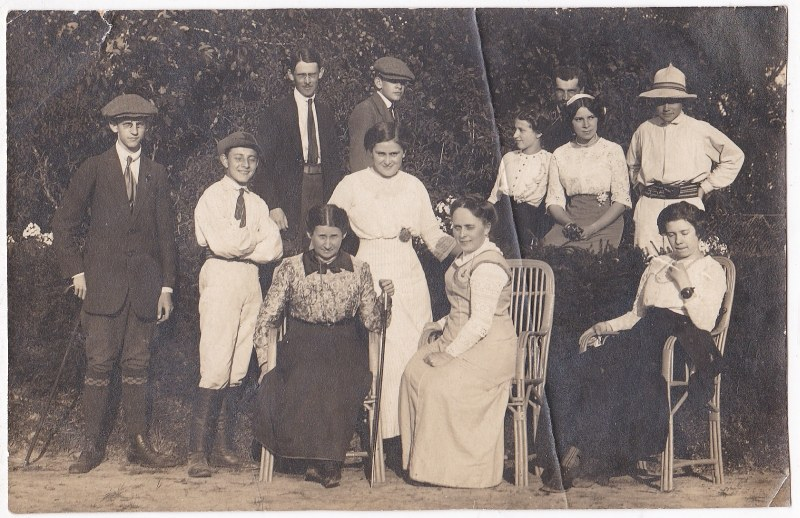
właściciele majątku Świdowie

## Ludzie związani z miejscowością
- Witold Świda – polski prawnik, rektor Uniwersytetu Wrocławskiego; urodzony w Rożanpolu